# Histórico de observação de cometas na China

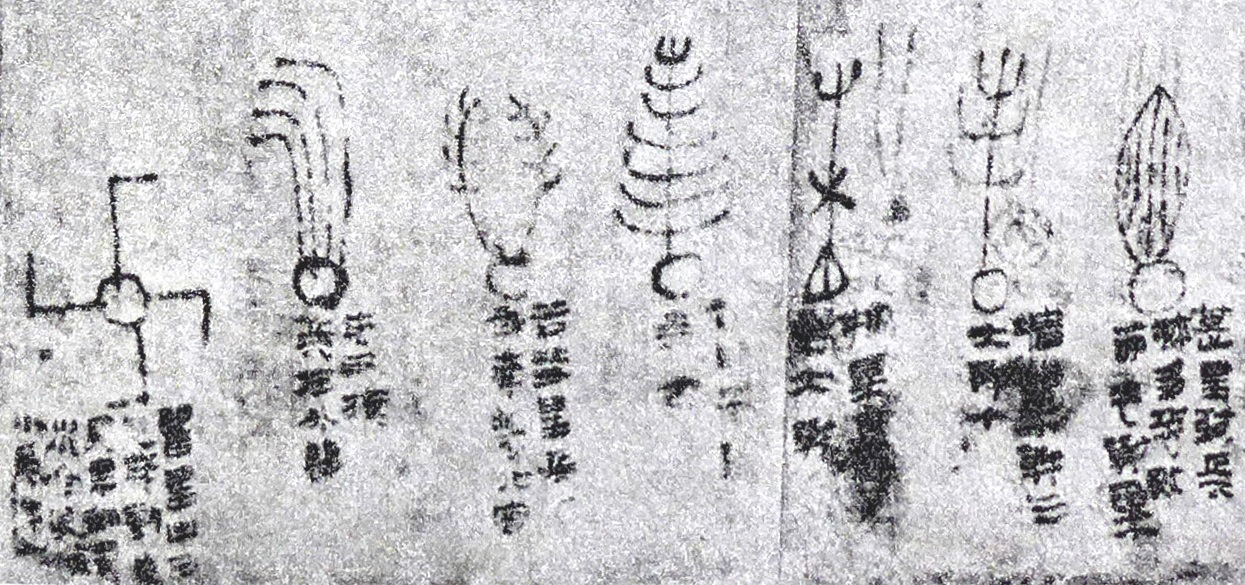
Detalhe do manuscrito de astrologia, tinta sobre seda, século II a.C., dinastia Han, desenterrado da tumba de Mawangdui. A página apresenta descrições e ilustrações de sete cometas, de um total de 29 encontrados no documento.

Os registros chineses sobre cometas são os mais extensos e precisos que existem nos períodos antigo e medieval, e remontam a três milênios. Existem registros pelo menos desde 613 a.C., e os registros podem ter sido mantidos por muitos séculos antes disso. Há registros contínuos até o século XIX, usando métodos substancialmente consistentes durante todo o tempo. A precisão dos dados chineses é insuperável no mundo antigo e não foi superada pela precisão ocidental até o século XV ou, em alguns aspectos, até o século XX.
Os cometas eram observados em grande detalhe por seu significado astrológico. Entretanto, essas observações são agora de grande utilidade para os astrônomos modernos. Sua precisão é suficiente para permitir o cálculo de elementos orbitais, e os astrônomos modernos fizeram isso para muitos cometas. Mais notavelmente, as órbitas antigas do cometa Halley foram determinadas usando registros chineses, um feito que não é possível apenas com dados modernos devido à aproximação do cometa com a Terra no século IX. Tais aproximações fazem com que as órbitas dos cometas mudem abruptamente, e mudanças antigas desse tipo não podem ser modeladas com precisão a partir dos dados orbitais atuais do cometa.

## Registros chineses

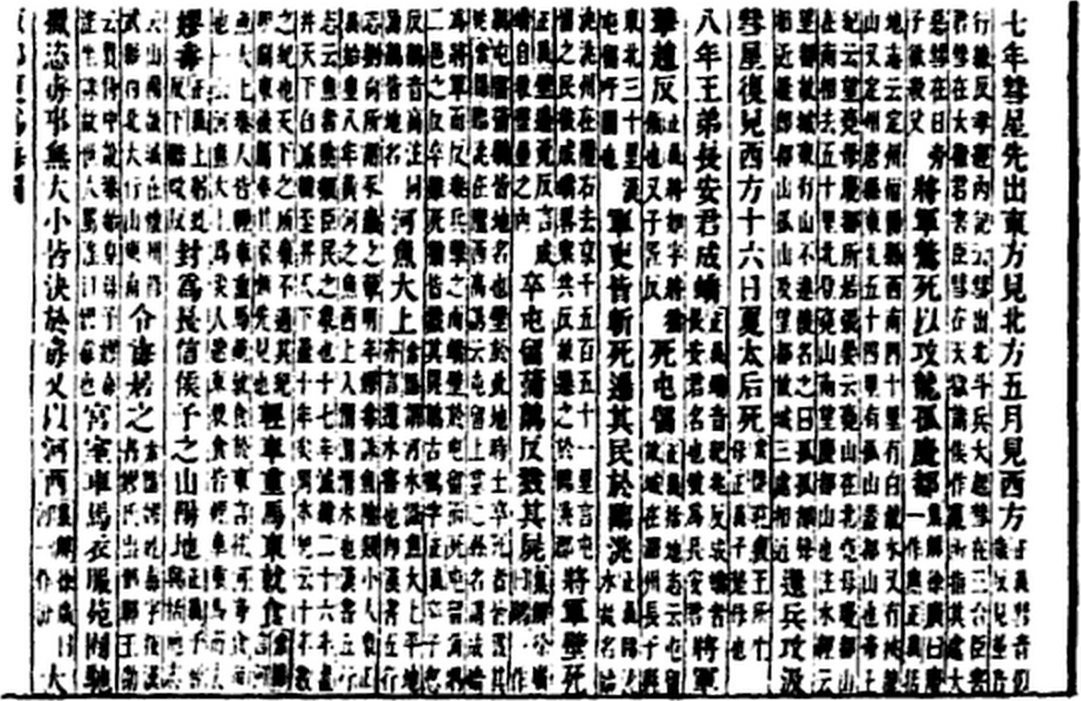
Relatório da aparição do cometa Halley em 240 a.C. do Shiji (史記)

Os antigos registros chineses de observações de cometas são os registros históricos mais extensos que existem. Eles são muito mais completos do que as observações europeias. A mais antiga observação confirmada de um cometa chinês é de 613 a.C., mas também há uma possível observação do Cometa Halley em 1059 a.C. No entanto, isso pode não ser uma observação real, mas o resultado de um cálculo posterior.
Os primeiros registros chamam os cometas de beixing (ou boxe: 孛星, “estrela espessa” ou “estrela cintilante”, de acordo com Yeomans et al.). Posteriormente, é feita uma distinção entre beixing e huixing (彗星, “estrela vassoura”), ou seja, cometas sem e com cauda, respectivamente. O cabo de vassoura aqui é uma metáfora para a cauda e a cabeça de vassoura para a cabeça do cometa. Os astrônomos chineses foram os primeiros a observar que as caudas dos cometas apontam para longe do sol. Eles sabiam disso pelo menos em 635 d.C., muitos séculos antes de o fenômeno ser observado no Ocidente. Outros nomes chineses descritivos para o cometa incluem saoxing (掃星, “estrela de varredura”), tianchan (天攙, “misturador celestial”), fengxing (篷星, “estrela de navegação”), changxing (長星, “estrela longa”) e zhuxing (燭星, “estrela de chama de vela”).
Os registros chineses não são apenas os mais extensos dos tempos antigos, mas também os mais precisos, muitas vezes com precisão de meio grau de ascensão reta. As medições ocidentais não os ultrapassaram em termos de precisão até o século XV: em 1456 d.C., Paolo Toscanelli acompanhou o progresso do cometa Halley com uma fração de grau.
Encontrar a hora de uma observação chinesa é um pouco mais problemático. Isso pode ser muito importante para objetos que se movem rapidamente, como os cometas. No entanto, as datas são registradas e o tempo pode ser estimado em uma ou duas horas, considerando-se quando os observadores chineses teriam tido boas condições de visualização. Os cometas que realmente têm uma cauda podem ser descritos como beixing quando estão em oposição e a cauda não é visível, o que dá mais uma pista.
Os registros chineses do brilho dos cometas são superiores às observações ocidentais até uma data ainda mais recente. O Ocidente não ultrapassou os astrônomos chineses nesse aspecto até o século XX, pelo menos no que diz respeito ao registro diligente dos brilhos.

### Lista de registros
Os documentos a seguir contêm observações substanciais de cometas. Muitos outros documentos locais têm informações úteis e foram incorporados a várias compilações.